# Director de riesgos
El Director de riesgos, Chief risk officer (CRO) o Chief risk management officer (CRMO) es un cargo destinado a aquel ejecutivo responsable de gestionar el control y la gestión eficiente y efectiva de los riesgos significativos, así como de las oportunidades, con las que se enfrenta una empresa como corporación o en cualquiera de sus actividades empresariales; si bien es cierto es un puesto que aún no es predominante en el conjunto de las organizaciones, cada vez se va haciendo más común su presencia, en especial, para el caso de empresas de gran envergadura. Los riesgos a los que se alude son comúnmente categorizados como estratégicos, operativos, financieros o relativos al cumplimiento.
El CRO es el encargado de entregar al Comité de Dirección y al Consejo de Administración la información necesaria para una correcta toma de decisiones (a nivel genérico) en cuanto al manejo del riesgo al que se ve enfrentada la compañía. En aquellas organizaciones de mayor complejidad son responsables de coordinar los procesos de gestión y control del riesgo (en inglés: Enterprise Risk Management o ERM).